# Tiro esportivo nos Jogos Pan-Americanos de 2015 - Carabina de ar 10 m feminino
A categoria da carabina de ar 10 m feminino foi um dos eventos do tiro esportivo nos Jogos Pan-Americanos de 2015, em Toronto. Foi disputada no dia 13 de julho no Pan Am Shooting Centre em Innisfil. 

## Calendário
Horário local (UTC-4)
| Data        | Horário | Fase         |
| ----------- | ------- | ------------ |
| 13 de julho | 11:15   | Qualificação |
| 13 de julho | 14:00   | Final        |

## Medalhistas
| Ouro   | MEX Goretti Zumaya   |
| Prata  | ARG Fernanda Russo   |
| Bronze | CUB Eglis Yaima Cruz |

## Resultados

### Qualificação
| Pos. | Atiradora           | Nacionalidade            | 1     | 2     | 3     | 4     | Total | Notas |
| ---- | ------------------- | ------------------------ | ----- | ----- | ----- | ----- | ----- | ----- |
| 1    | Eglis Yaima Cruz    | CUB Cuba                 | 103.2 | 103.5 | 103.3 | 103.5 | 413.5 | Q,    |
| 2    | Ana Ramirez         | ESA El Salvador          | 103.4 | 102.7 | 104.3 | 102.9 | 413.3 | Q     |
| 3    | Elizabeth Marsh     | USA Estados Unidos       | 103.0 | 102.8 | 103.2 | 102.7 | 411.7 | Q     |
| 4    | Fernanda Russo      | ARG Argentina            | 104.3 | 101.7 | 102.5 | 102.8 | 411.3 | Q     |
| 5    | Elayne Perez        | CUB Cuba                 | 99.9  | 102.5 | 104.0 | 103.6 | 410.0 | Q     |
| 6    | Amelia Fournel      | ARG Argentina            | 101.7 | 103.4 | 102.5 | 102.4 | 410.0 | Q     |
| 7    | Goretti Zumaya      | MEX México               | 101.9 | 102.7 | 101.1 | 103.8 | 409.5 | Q     |
| 8    | Amy Bock            | PUR Porto Rico           | 103.8 | 101.4 | 102.6 | 101.1 | 408.9 | Q     |
| 9    | Salma Ramos         | MEX México               | 101.1 | 102.5 | 103.2 | 100.4 | 407.2 |       |
| 10   | Sara Vizcarra       | PER Peru                 | 101.1 | 101.3 | 101.9 | 102.3 | 406.6 |       |
| 11   | Dairene Marquez     | VEN Venezuela            | 101.9 | 101.2 | 102.7 | 100.8 | 406.6 |       |
| 12   | Maria Andrade       | ECU Equador              | 102.0 | 99.5  | 101.5 | 103.3 | 406.3 |       |
| 13   | Sarah Osborn        | USA Estados Unidos       | 101.6 | 102.8 | 101.3 | 100.6 | 406.3 |       |
| 14   | Diliana Méndez      | VEN Venezuela            | 101.9 | 101.4 | 101.7 | 100.8 | 405.8 |       |
| 15   | Yarimar Mercado     | PUR Porto Rico           | 101.1 | 102.5 | 102.9 | 98.9  | 405.4 |       |
| 16   | Rosane Ewald        | BRA Brasil               | 99.5  | 101.1 | 103.0 | 101.2 | 404.8 |       |
| 17   | Monica Fyfe         | CAN Canadá               | 98.5  | 101.9 | 102.3 | 101.5 | 404.2 |       |
| 18   | Maria Guerra        | GUA Guatemala            | 99.6  | 100.9 | 100.5 | 101.4 | 402.4 |       |
| 19   | Ana Garcia          | BOL Bolívia              | 99.0  | 99.8  | 102.1 | 100.8 | 401.7 |       |
| 20   | Johana Pineda       | ESA El Salvador          | 99.4  | 100.9 | 99.6  | 101.3 | 401.2 |       |
| 21   | Diana Cabrera       | URU Uruguai              | 99.5  | 99.5  | 100.5 | 101.2 | 400.7 |       |
| 22   | Karina Vera         | CHI Chile                | 98.6  | 100.1 | 101.3 | 100.7 | 400.7 |       |
| 23   | Aerial Arthur       | CAN Canadá               | 100.5 | 101.0 | 98.2  | 100.4 | 400.1 |       |
| 24   | Polymaria Velasquez | GUA Guatemala            | 99.9  | 103.1 | 95.3  | 101.5 | 399.8 |       |
| 25   | Gabriela Lobos      | CHI Chile                | 98.2  | 100.1 | 99.6  | 100.3 | 398.2 |       |
| 26   | Sofia Padilla       | ECU Equador              | 100.9 | 97.7  | 99.3  | 100.3 | 398.2 |       |
| 27   | Yubelka Nouel       | DOM República Dominicana | 98.5  | 96.5  | 101.7 | 94.6  | 391.3 |       |
| 28   | Raquel Gomes        | BRA Brasil               | 89.4  | 89.6  | 95.9  | 99.7  | 374.6 |       |

### Final
| Pos.              | Atiradora        | Nacionalidade      | 1                   | 2                   | 3              | 4               | 5               | 6              | 7               | 8               | 9               | Total | Notas |
| ----------------- | ---------------- | ------------------ | ------------------- | ------------------- | -------------- | --------------- | --------------- | -------------- | --------------- | --------------- | --------------- | ----- | ----- |
| Medalha de ouro   | Goretti Zumaya   | MEX México         | 30.5 9.6 10.5 10.4  | 61.4 10.1 10.1 10.7 | 81.6 10.3 9.9  | 102.1 10.4 10.1 | 123.0 10.4 10.5 | 142.7 9.4 10.3 | 163.9 10.5 10.7 | 184.4 10.3 10.2 | 204.8 10.2 10.2 | 204.8 | FPR   |
| Medalha de prata  | Fernanda Russo   | ARG Argentina      | 29.8 10.3 9.4 10.1  | 60.9 10.6 10.1 10.4 | 81.4 9.9 10.6  | 100.7 9.8 9.5   | 121.7 10.7 10.3 | 142.9 10.6     | 163.9 10.2 10.8 | 184.5 10.8 9.8  | 204.7 9.8 10.4  | 204.7 |       |
| Medalha de bronze | Eglis Yaima Cruz | CUB Cuba           | 31.1 10.3 10.3 10.5 | 61.8 10.3 10.0 10.4 | 82.5 10.1 10.6 | 102.2 9.9 9.8   | 123.3 10.8 10.3 | 143.7 10.6 9.8 | 164.3 10.5 10.1 | 184.4 10.2 9.9  | 184.4           | 184.4 |       |
| 4                 | Amy Bock         | PUR Porto Rico     | 31.7 10.5 10.7 10.5 | 60.8 9.8 9.6 9.7    | 81.6 10.7 10.1 | 101.5 10.3 9.6  | 122.1 10.1 10.5 | 142.4 10.4 9.9 | 163.3 10.1 10.8 | 163.3           | 163.3           | 163.3 |       |
| 5                 | Amelia Fournel   | ARG Argentina      | 31.0 10.7 9.7 10.6  | 60.6 9.2 10.1 10.3  | 81.1 10.1 10.4 | 101.3 9.9 10.3  | 121.9 10.3 10.3 | 141.9 10.2 9.8 | 141.9           | 141.9           | 141.9           | 141.9 |       |
| 6                 | Elayne Perez     | CUB Cuba           | 29.2 9.4 9.5 10.3   | 59.6 10.7 9.9 9.8   | 80.3 10.6 10.1 | 100.5 10.5 9.7  | 119.4 9.8 9.1   | 119.4          | 119.4           | 119.4           | 119.4           | 119.4 |       |
| 7                 | Ana Ramirez      | ESA El Salvador    | 29.5 9.1 10.4 10.0  | 59.9 10.2 9.7 10.5  | 80.6 10.5 10.2 | 100.3 10.1 9.6  | 100.3           | 100.3          | 100.3           | 100.3           | 100.3           | 100.3 |       |
| 8                 | Elizabeth Marsh  | USA Estados Unidos | 29.2 9.0 10.1 10.1  | 59.1 9.0 10.6 10.3  | 79.8 10.1 10.6 | 79.8            | 79.8            | 79.8           | 79.8            | 79.8            | 79.8            | 79.8  |       |